# 大日方俊子
大日方 俊子（おおひなた としこ、1931年7月20日 - 2022年5月6日）は、日本の作詞家、著述家、音楽プロデューサー。ミュージック・ペンクラブ・ジャパン会員、日本映画音楽協会会長、日本音楽著作権協会正会員。

## 経歴
東京府生まれ。慶應義塾大学経済学部卒業。東京放送（現・TBSテレビ）でテレビディレクターを務めた後フリーに。音楽プロデュース、音楽イベント企画・コーディネートに加え、レコーディングのプロデューサー・ディレクターとして、音源制作に携わる傍ら、訳詞・作詞をはじめ、1968年、ザ・キング・トーンズの「グッド・ナイト・ベイビー」（同年5月1日発売、ポリドール）の作詞を「ひろまなみ」名義で担当。同曲は、1969年12月、第2回日本有線大賞特別賞受賞、1969年12月31日の第20回NHK紅白歌合戦に出場したザ・キング・トーンズの歌唱楽曲となった。
文筆家としては、音楽評論、レコードのライナーノーツなど、楽曲解説をはじめ、新聞・雑誌の音楽コラムなどの執筆と幅広く関わってきた。キネマ旬報社の『世界映画作品・記録全集』の音楽監修にも携わる。
2010年3月30日、「第22回ミュージック・ペンクラブ音楽賞」（ミュージック・ペンクラブ・ジャパン主催）で「知ってるようで知らない映画音楽おもしろ雑学事典」 （ヤマハミュージックメディア）が「最優秀著作出版物賞」を受賞。
2022年5月6日、心不全で死去。90歳没。

## 作詞した主な提供楽曲
- 樫山文枝
  - ひとり (TBS「花王 愛の劇場」「放浪記」主題歌)

- 川辺妙子
  - ミッドナイト東京

- ケイ・アンナ
  - 太陽の恋人

- ザ・キング・トーンズ
  - グッド・ナイト・ベイビー
  - 家へ帰ろう
  - 太陽の渚
  - 夢のマイホーム
  - 星空のアリア

- 野口五郎
  - 博多みれん
  - ひとり愛を連れ
  - めぐり逢う青春
  - 若い夏
  - 愛のエレジー
  - 愛のすがた
  - 青い日曜日
  - 雨の妖精
  - オレンジの雨
  - 可愛いあの娘
  - 孤独な旅路
  - 最初の恋
  - 沈んだ時計
  - 追憶

- 浜マサヒロとリビエラシックス
  - 愛さなければ（1969年に発売されたシングル「波止場のマリア」のB面）

- 葉村エツコ
  - とめてくれるなおっかさん
  - 海が見えたら

- ピーターズ
  - 白い荒野
  - 虹のキャンドル

- 星悦子（桐山和子）
  - 命にかえても
  - オラ・オラ小鳥

- 山本リンダ
  - バイバイ・ブルース（川辺妙子もカバー）

- リッキー&960ポンド
  - 神様だけが知っている

- 和田アキ子
  - どしゃぶりの雨の中で
  - アキ子の街
  - 女はつらいよ
  - 風を起こす女
  - クライングベイビー
  - つれてって何処までも
  - 長い手紙
  - ボーイ・アンド・ガール（映画『女番長 野良猫ロック』挿入歌）
  - 真夜中の出来事

## 著書
- 大日方俊子『知ってるようで知らない 映画音楽おもしろ雑学事典』ヤマハミュージックメディア〈おもしろ雑学シリーズ〉（原著2009年6月27日）。ISBN 978-4636839197。
- 大日方俊子『音楽奇談 ~今だから語れる本当の話~』ヤマハミュージックエンタテインメントホールディングス（原著2012年3月27日）。ISBN 978-4636875454。
- 大日方俊子『あなたが知らない"裏"音楽史』ヤマハミュージックエンタテインメントホールディングス〈1冊でわかるポケット教養シリーズ〉（原著2015年11月21日）。ISBN 978-4636916911。

## 関連人物
- 野口久光
- 岩浪洋三
- 鈴木道明
- 伊藤強
- 柳生すみまろ
- むつひろし
- 筒美京平